# إرنست كوزورا
إرنست كوزورا (بالألمانية: Ernst Kuzorra)‏ (16 أكتوبر 1905 - 1 يناير 1990)، هو لاعب كرة قدم ألماني في حقبة ما قبل الحرب العالمية الثانية. طوال مسيرته المهنية، لعب لفريق شالكه 04، وقاده إلى ست بطولات وطنية وكأس ألمانيا واحدة. يُنظر إليه عمومًا على أنه أعظم لاعب في نادي شالكه على الإطلاق إلى جانب فريتز زيبان. يُعتبر كوزورا مهاجمًا رياضيًا وفنيًا وغزير الإنتاج، ويُنظر إليه أيضًا على أنه أحد أعظم المهاجمين الألمان. لعب لمنتخب ألمانيا من 1927 إلى 1938.

## روابط خارجية
- Ernst Kuzorra
- إرنست كوزورا على فرق كرة القدم الوطنية.كوم
- مقال عن التاريخ المبكر لشالكه 04 باللغة الألمانية